# سفارة إيران في بولندا
سفارة إيران في بولندا هي أرفع تمثيل دبلوماسي لدولة إيران لدى بولندا. تقع السفارة في وهي تهدف لتعزيز المصالح الإيرانية في بولندا.

## وصلات خارجية
- الموقع الرسمي
- قائمة سفارات إيران
- قائمة السفارات في بولندا